# Fortaleza de Sovana
La fortaleza aldobrandesca de Sovana es una fortificación italiana situada en el pueblo homónimo del municipio de Sorano.

## Historia
La fortaleza se construyó sobre estructuras preexistentes de la época etrusca alrededor del año mil, como asiento y símbolo del poder de la familia Aldobrandeschi, que la controló hasta finales del siglo XIII. Durante el dominio aldobrandiano, la fortificación se incorporó al Condado de Sovana, después del reparto de todas las posesiones de la familia.
En 1293, Sovana y su fortaleza se convirtieron en parte del condado de Orsini de Pitigliano, a raíz del matrimonio entre Romano Orsini y Anastasia Aldobrandeschi. Sin embargo, en este período histórico hubo una fase de degradación debido al traslado de la capital a Pitigliano.
A principios del siglo XV, Sovana fue conquistada por los sieneses, convirtiéndose así en parte de la República de Siena. Precisamente en este período, la fortificación fue restaurada después de haber sido completamente abandonada durante más de un siglo.
En la segunda mitad del siglo XVI, Sovana y su fortaleza se convirtieron en parte del Gran Ducado de Toscana. Cosme I de Medici hizo algunas renovaciones que, sin embargo, no impidieron el abandono posterior y el consiguiente deterioro de la estructura.

## Descripción
La fortaleza aldobrandesca se encuentra justo fuera de la parte oriental del centro histórico de Sovana, y apoya su fachada exterior en un pequeño espolón de toba volcánica que nivela la superficie de la base.
Se presenta en forma de imponente ruina, cubierta de toba y conservada de una forma aceptable. El acceso se realiza a través de un pórtico de arco redondo que se abre hacia el lado del centro histórico.
Los muros de la fortaleza descansan en algunas zonas sobre los primitivos muros etruscos de la muralla de Sovana y presentan, en algunos puntos, coronas de cumbres con arcos ciegos que descansan sobre ménsulas. También la torre, que conserva solo dos de sus laterales, tiene una parte superior muy similar, con ménsulas que, sin embargo, son mucho más prominentes, lo que hace imaginar la presencia de almenas en épocas pasadas.

## Otros Proyectos
- Wikimedia Commons alberga una categoría multimedia sobre Fortaleza Aldobrandesca.